# Modelwoning

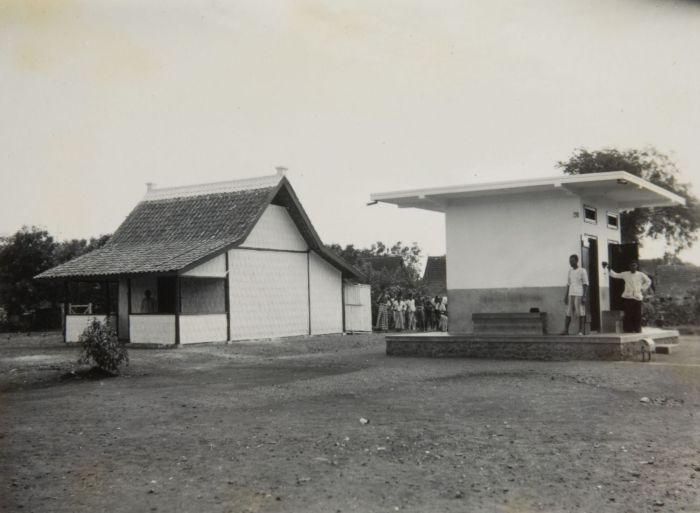
Modelwoning in een kampong in Pasoeroean in voormalig Nederlands Indië, 1934

Een modelwoning of kijkwoning is een woning die bedoeld is om potentiële kopers of huurders te laten kennismaken met de geboden woonruimte.
Projectontwikkelaars richten vaak een vroeg opgeleverde woning van een bouwproject in zodat mensen die interesse hebben kunnen zien hoe de woning er uit komt te zien.
Modelwoningen worden al sinds tijden gebouwd. Architecten, overheden en private ontwikkelaars gebruikten dit middel om woningen en bouwplannen te helpen verkopen. In de Nederlandse koloniën werden modelwoningen gebruikt om gewenste migratie van Nederlands personeel te helpen bespoedigen.
In de recreatiehuizenbouw zijn er tevens ondernemers die van de diverse types te leveren vakantiewoningen modelwoningen op het eigen terrein hebben staan zodat de koper een keuze kan maken.